# چارلز الکساندر، دوک وورتمبرگ
چارلز الکساندر، دوک وورتمبرگ (انگلیسی: Charles Alexander, Duke of Württemberg; ۲۴ ژانویهٔ ۱۶۸۴ – ۱۲ مارس ۱۷۳۷) نجیب زاده اهل امپراتوری مقدس روم بود و از سال ۱۷۲۰ تا ۱۷۳۳ به عنوان نایب السلطنه بر پادشاهی صربستان حکومت کرد، او در نهایت منصب دوک وورتمبرگ را به عهده گرفت، و تا زمان مرگش در این سمت بود.او در اشتوتگارت به دنیا آمد، او پسر ارشد فردریک چارلز، دوک وورتمبرگ و مارگراوین الئونور جولیان از براندنبورگ-آنسباخ بود.در سال ۱۷۲۰ امپراتور  مقدس روم چارلز ششم او را به فرمانداری پادشاهی صربستان در بلگراد منصوب کرد.